# 조렐 하토
조렐 하토(Jorrel Hato, 2006년 3월 7일 ~ )는 네덜란드의 축구 선수이며, 현재 첼시에서 센터백 또는 레프트백으로 뛰고 있다.